# 端子函

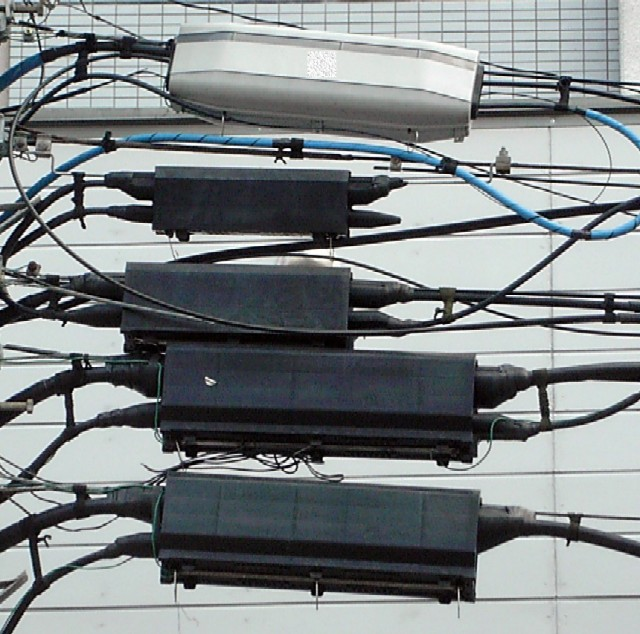
端子函。一番上は光クロージャ。

端子函（たんしかん）は、架空通信線路のケーブル芯線の相互接続を行う柱上設置の端子台箱である（ツイストペアケーブル・光ケーブルでも同様）。加入者宅への分岐・幹線ケーブルの相互接続や配線変更を容易にするために使用されている。メカニカルクロージャ（Mechanical Closure）、あるいは単にクロージャとも呼ばれる。
また、「函」が常用漢字に入っていないため、端子かんと表記されることもある。
本項目では、マンホールやハンドホール等に設置される、地下通信線路のケーブル芯線の相互接続を行うための端子台箱である地下クロージャについても説明する。

## 加入者電話回線用

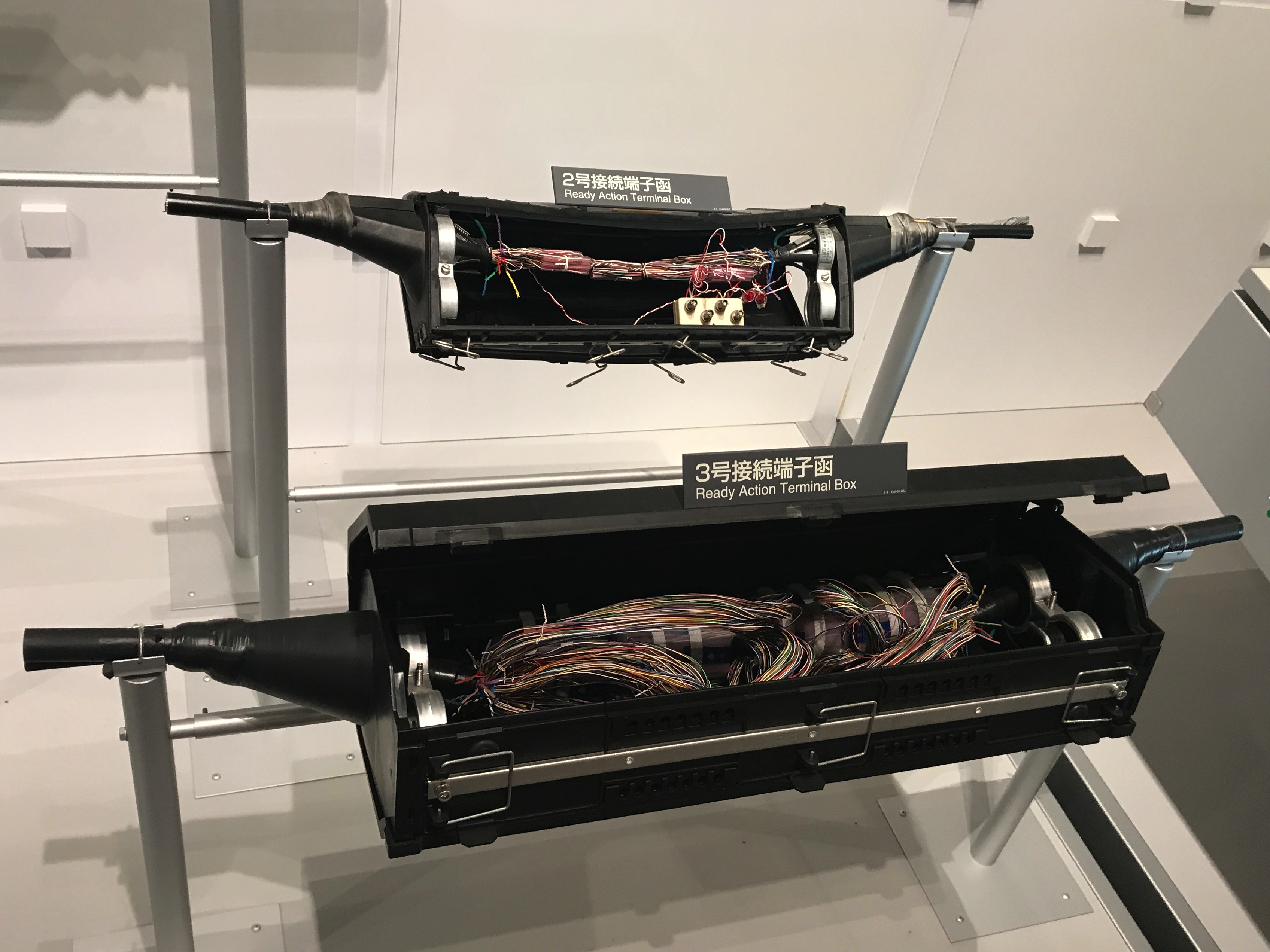
架空線上に設置される、メタル回線用の2号・3号接続端子函

- ツイストペアケーブル用 （接続端子函）: 地下配管から架空へ接続されるき線点に分岐用の大型のものが設置されている。また、加入者端末に近い地点に多芯ケーブルから引き込み線へ接続するためのものが設置されている。心線の接続はPATコネクタやCCPコネクタが用いられる。
- πシステム : 加入者により近い地点で光収容とするため、光・電変換集線装置と電源装置を内蔵した端子函を架空設置している。1つにつき10回線のメタル回線を収容可能であり、都市中心部の一部地域で導入されている。内部はラインカードと呼ばれる基板が回線毎に配置されている。

## ケーブルテレビ用
ケーブルテレビ用のものは、中継増幅機能と分岐機能とを併せ持ったものが多い。またHFC（光同軸ハイブリッド伝送）では、光ケーブルと同軸ケーブルの接続点において光電変換機能を持ったものが使用される。
同軸ケーブルによって動作用の直流電源が供給されている。

## 光ケーブル用

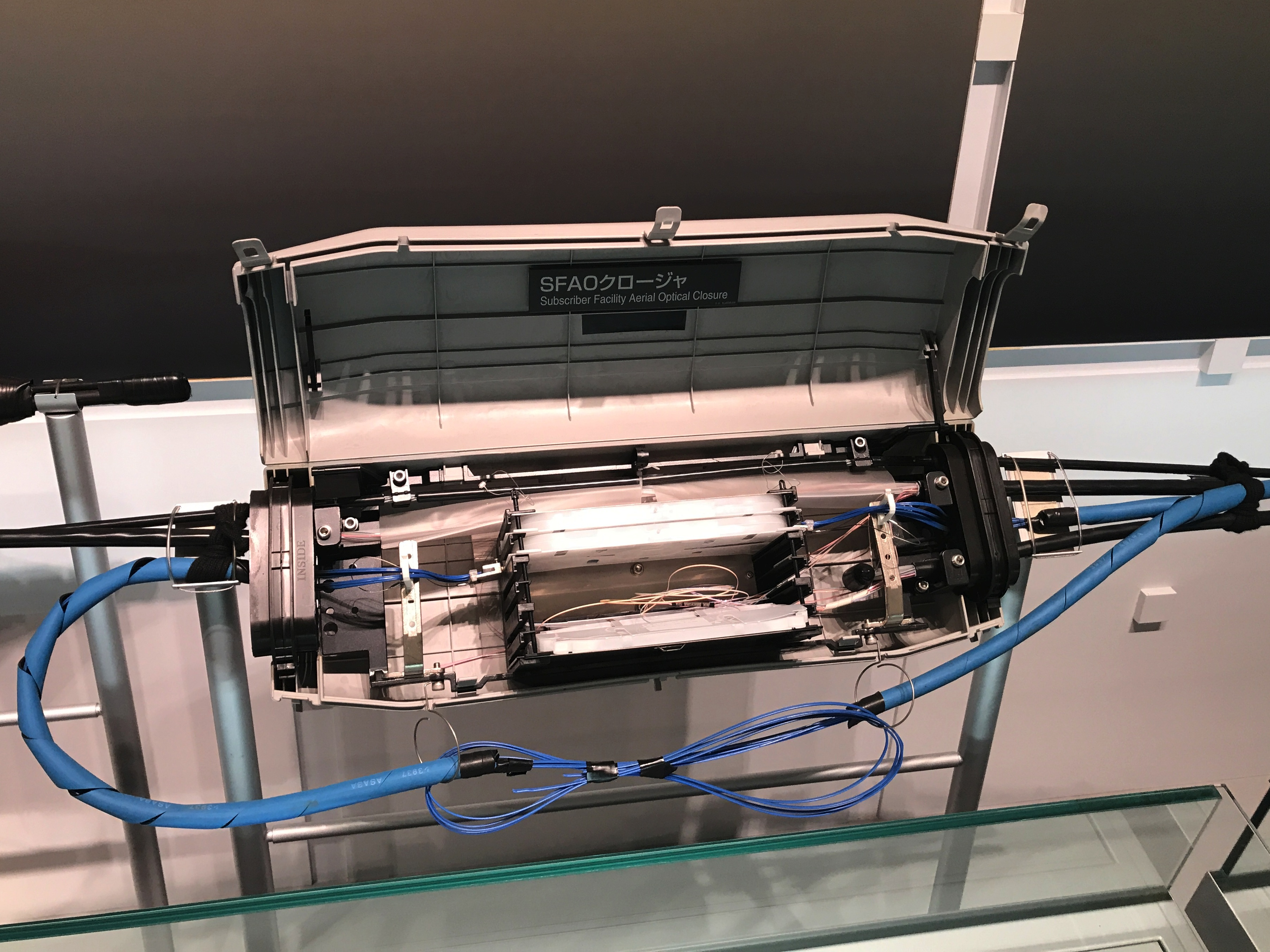
架空線上に設置される、配線点用のSFAOクロージャ
中央の白いトレイが光スプリッタ

光ファイバーの端子函は光クロージャと呼ぶ。FTTHにおけるPONの場合、配線点用の光クロージャの中には光スプリッタがあり、直接加入者宅へ引き込まれる光引込線や分配点に向かう少心光ケーブルが接続される。
NTT東西の架空用端子函はAOクロージャと呼ばれる。いずれも電信柱付近に設置されているのが多い。かつては白色が多かったが、現在設置されている物は黒色が多い。
クロージャにも複数種類が存在し、幹線ケーブル同士の接続用や加入者宅の光引込線と接続する配線用クロージャがある。内部はトレイと呼ばれる光ファイバ心線や光スプリッタを収納できるケースが入っており、融着接続・コネクタ接続・メカニカルスプライス接続による接続点の収納ができる。
AOクロージャ（NTT東西）
- き線点用 : 地下配管から架空へ接続されるき線点に設置されている。地下ケーブルと架空ケーブルとの接続、分岐が可能。
- 接続点用 : 幹線ケーブル同士を接続又は分岐するために設置されている。
- 配線点用 : クロージャの中に所外光スプリッタの設置が可能であり、加入者宅の光引込線・分配点に向かう少心光ケーブルとの接続が可能。所外光スプリッタは4分岐又は8分岐のスプリッタが収容可能。
- 分配点用 : 配線点から、さらに少心のケーブル等で分配する場合に使用し加入者宅の光引込線との接続が可能。

AOT-Sクロージャ・AOT-Mクロージャ（NTT東西）
架空区間の分配点に設置される。配線点からの少心光ケーブルと加入者宅の光引込線が接続される。8心光ケーブルの分配に用いられるのがAOT-Sクロージャ、24・40心光ケーブルの分配に用いられるのがAOT-Mクロージャである。
AOW-Sクロージャ（NTT東西）
非都市地域における架空区間の配線点に設置される。
AOT-D2クロージャ・AOC-Dクロージャ（NTT東西）
非都市地域における架空区間の配線点下部の分配点・接続点に設置される。分配点に設置されるのがAOT-D2クロージャ、接続点に設置されるのがAOC-Dクロージャ。
TNクロージャ（NTT東西）
地下区間のき線点・接続点に設置される。
UOW-Sクロージャ・UOW-Pクロージャ（NTT東西）
地下区間の配線点に設置される。マンホールや電線共同溝の大型接続桝など横向き設置向けに用いられるのがUOW-Sクロージャ、ハンドホールや電線共同溝の小型接続桝など縦向き設置向けに用いられるのがUOW-Pクロージャである。
UOT-Pクロージャ（NTT東西）
地下区間の分配点に設置される。ハンドホール電線共同溝の小型接続桝で使われることが想定されており、縦向き設置である。